# Suków (województwo świętokrzyskie)

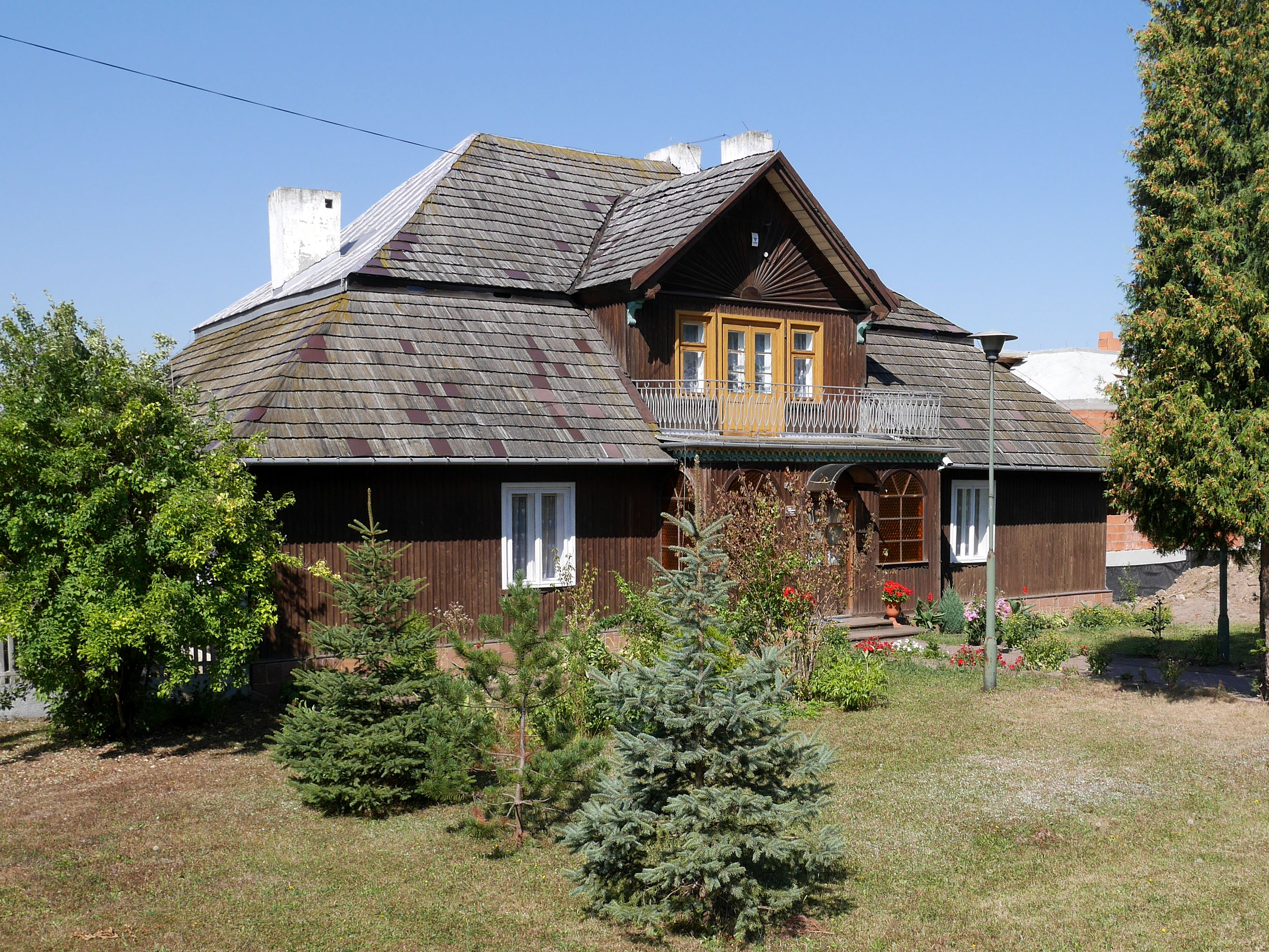
Zabytkowa plebania w Sukowie

Suków – wieś w Polsce położona w województwie świętokrzyskim, w powiecie kieleckim, w gminie Daleszyce.
Pierwotną nazwę wsi Suków zapisywano jako Szułkow, Sułkow. Położona nad Lubrzanką, w pobliżu potoku spływającego ze stoków Gór Świętokrzyskich, pierwotnie w parafii kolegiaty kieleckiej, w kluczu kieleckim.
Był wsią biskupstwa krakowskiego w województwie sandomierskim w ostatniej ćwierci XVI wieku. W latach 1973–1976 miejscowość była siedzibą gminy Suków. W latach 1975–1998 miejscowość położona była w województwie kieleckim. 

## Części wsi

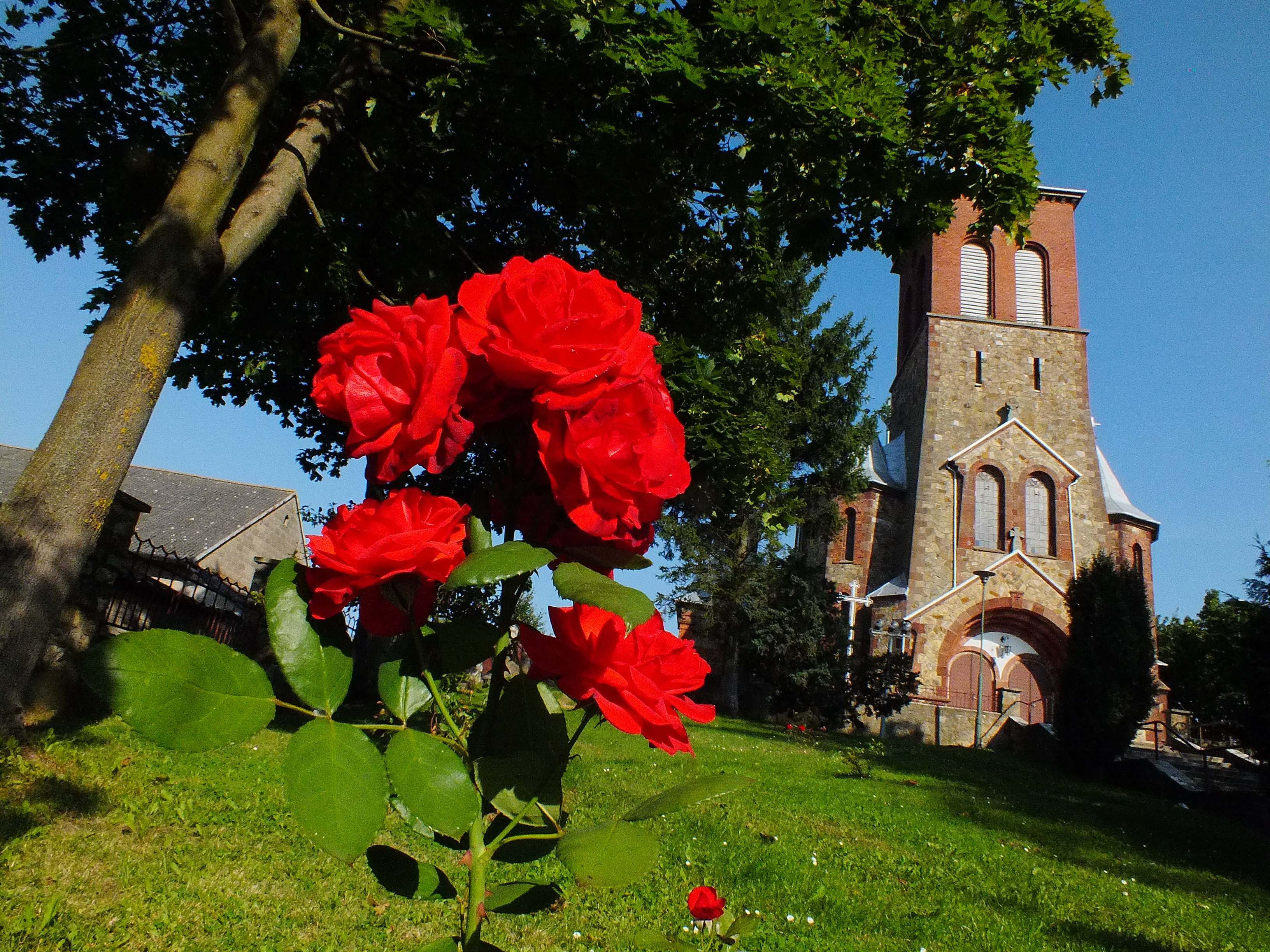

| SIMC    | Nazwa          | Rodzaj    |
| ------- | -------------- | --------- |
| 0236748 | Babie          | część wsi |
| 0236754 | Borki          | część wsi |
| 0236760 | Krajewszczyzna | część wsi |
| 0236777 | Małe Działki   | część wsi |
| 0236783 | Modrzewie      | część wsi |
| 0236790 | Papiernia      | część wsi |
| 0236808 | Pastwisko      | część wsi |
| 0236814 | Podmarzysz     | część wsi |

## Historia
Wieś mogła istnieć już przed 1171 r., stanowiąc część uposażenia kolegiaty kieleckiej. Położona przy starej drodze publicznej znanej już od 1271 r., prowadzącej z Kielc przez Zagórze, Suków na Radomice i Chęciny.
W połowie XIV w. potwierdzono, iż należała do parafii kieleckiej. Była już nieźle zagospodarowana, kiedy to w 1387 r. biskup krakowski Bodzanta nadał kmieciowi Jordanowi z Sulkowa las nad rzeką Cedzyna zwany Banczow, dla osadzenia Wsi na prawie średzkim. Za czasów Długosza wieś posiadała 10 półłanków kmiecych, dwa łany sołtysie, karczmę bez roli, młyn oraz jednego zagrodnika. W rejestrze poborowym z 1540 r. miała już 6 łanów oraz dwa sołtysie, karczmę i młyn na rzece Czidzyna. W 1573 r. wymieniono we wsi w sumie łanów zasiedlonych siedem i pół oraz jeden łan wójtowski. W 1645 r. wymieniono 7 łanów osiadłych zwanych: Piorunowski, Jedinczarzowski, Zarzarowski, Dominikowski, Kamiączkowski, Kochanowski, Ciarnowski, dalej półłanek Grzybowski; dalej były dwa łany wójtowskie za prawem biskupa Szyszkowskiego, trzy półłanki karczmarzy Matuszka, za prawem biskupa Szyszkowskiego, Stanisława Łoszka, za prawem arcybiskupa gnieźnieńskiego Fryderyka i Bieniek za prawem biskupa Maciejowskiego.
Przed regulacją wieś miała charakter owalnicy, według mapy Galicji Zachodniej zajmowała obszar wydłużony, stosownie do koryta dopływu rzeki Warkocz. Zabudowa wsi była głównie szczytowa, co jeszcze obecnie widać w części wsi i była podporządkowana drogom. W części południowej była to jedna ulica, która ku północy rozdzielała się na trzy drogi zabudowane z obu stron. Dwie z nich skręcały ku wschodowi w kierunku drogi Marzysz-Kielce. Obecnie są one zabudowane tworząc części wsi: Suków-Borki, Suków-Babie, Suków-Kleckie, Suków-Modrzewie, Suków-Papiernia, Suków-Działki, Suków-Młyny, Suków-Paświsko. W 1827 r. była tu kopalnia wapienia, 135 domów i 645 mieszkańców.
W 1875 r. w Sukowie urodził się Wincenty Jamróz, działacz polskiego ruchu ludowego, represjonowany przez władze sanacyjne.

### Papiernia – część Sukowa
Osada młynarska założona na terenie Sukowa, należąca do biskupstwa krakowskiego, na rzece Warkocz. Przed 1645 r. powstał tu zakład papierniczy opisany „Ta jest postawiona pod młynem sukowskim, gdzie budynek jest chędogi nowo postawiony o dwóch izbach i o dwóch kolach stepy. Z niej czynszu do roku Papiernik fl. 120 i papieru chędogiego ryz dwie; siedzą za prawem świętej pamięci JMX Zadzika; dziesięcina wikarom kleckim należy”. Nieopodal papierni stała kuźnica, którą trzymał Stanisław Czechowski
W 1789 r. z Papierni sukowskiej arendę płacił „majster Michał Kraiński”. Zakład był czynny jeszcze w przed polową XIX w. a jej zabudowania opisane W aktach Dyrekcji Ubezpieczeń.
Na rzece Warkocz pod Sukowem wspomniany był „młynik nazwany Węglanowski”, z której „Młynarz wygadza węglem do Huty Białogońskiej”, w lustracji 1789 r. wspomniane „Papiernia Sukowska i młyn pod Sukowem uprzywilejowany na osobę Wojciecha Jerzowskiego”.

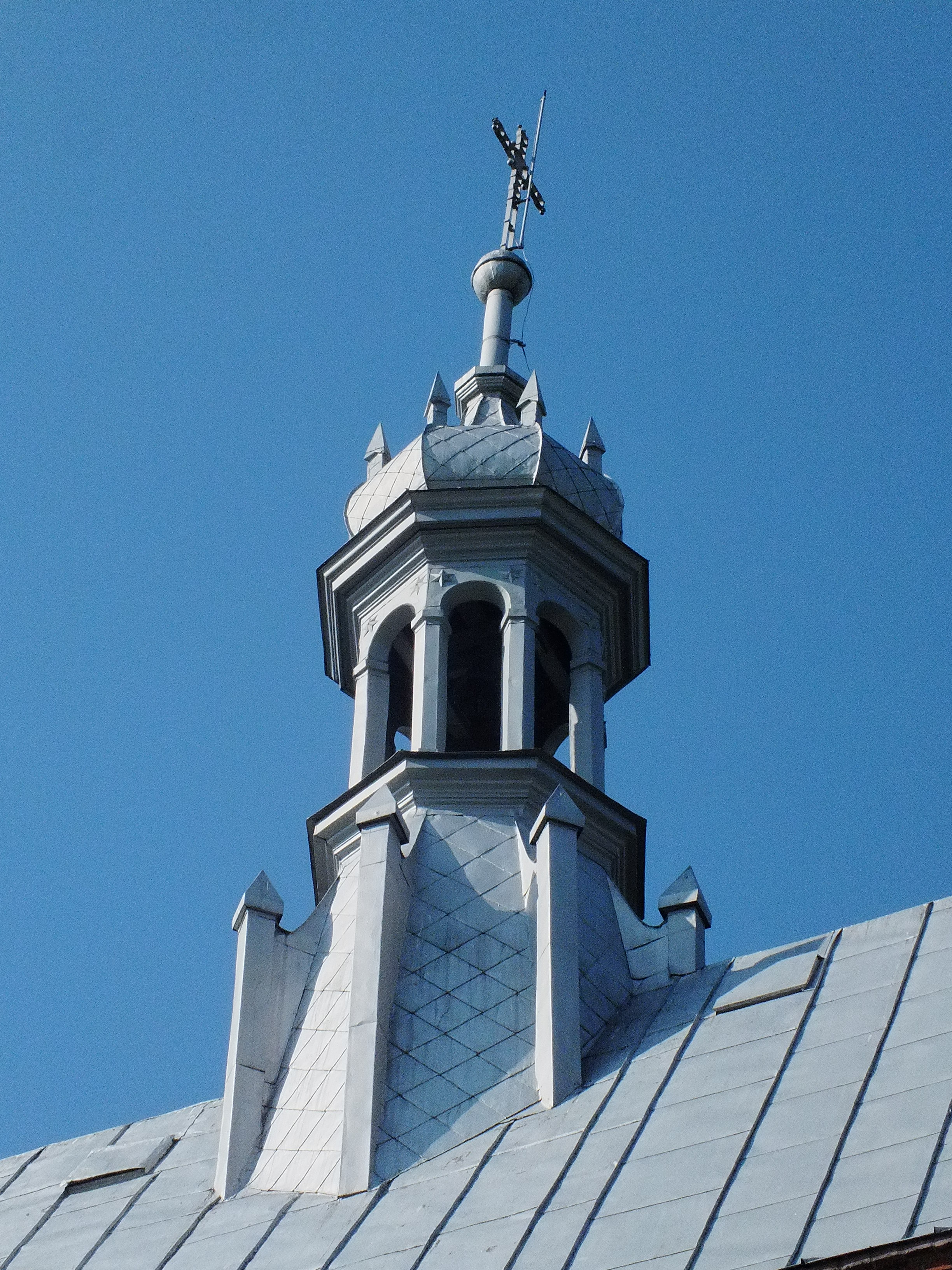

28 lipca 1943 r., w lesie znajdującym się w Sukowie-Papierni, Niemcy rozstrzelali jedenastu mieszkańców z Sukowa i Niewachlowa. W 1945 r. miejsce egzekucji zostało uporządkowane przez miejscowych, postawiono krzyże. W następnych latach dokonano ekshumacji ofiar i ich pochówku na Cmentarzu Partyzanckim w Kielcach. Niemiecką zbrodnię upamiętnia obelisk, na tablicy umieszczone są nazwiska straconych.

## Emaus – coroczna procesja i zabytkowy kościół
Tradycja „Emaus” w Polsce jest już niezwykle rzadkim obyczajem. Nazwa pochodzi od biblijnej wsi Emaus, do której podążał zmartwychwstały Chrystus. Właśnie w Sukowie w parafii pw. NMP Królowej Polski i św. Augustyna biskupa tradycja ta kultywowana jest od ponad 60 lat. Przed wschodem słońca w Poniedziałek Wielkanocny mężczyźni z całej parafii zbierają się w kościele, by biciem dzwonów oznajmić zmartwychwstanie Jezusa. Około godziny szóstej, wzorem dwóch uczniów Jezusa idących do Emaus, wyruszają na procesję z figurą Chrystusa Zmartwychwstałego. Trasa liczy około 8 kilometrów, śpiewają pieśni wielkanocne i zatrzymują się przy przydrożnych kapliczkach i krzyżach. W procesji nie biorą udziału kobiety. Budowę kościoła rozpoczęto w 1930 roku według projektu profesora Politechniki Lwowskiej Sas-Zubrzyckiego. Piękna budowla, górująca nad okolicą, mimo tak młodego wieku wpisana została do rejestru zabytków ze względu na swoją wartość architektoniczną. Obok kościoła jest drewniana plebania z początku XX wieku – też o wartości zabytkowej.

## Zabytki

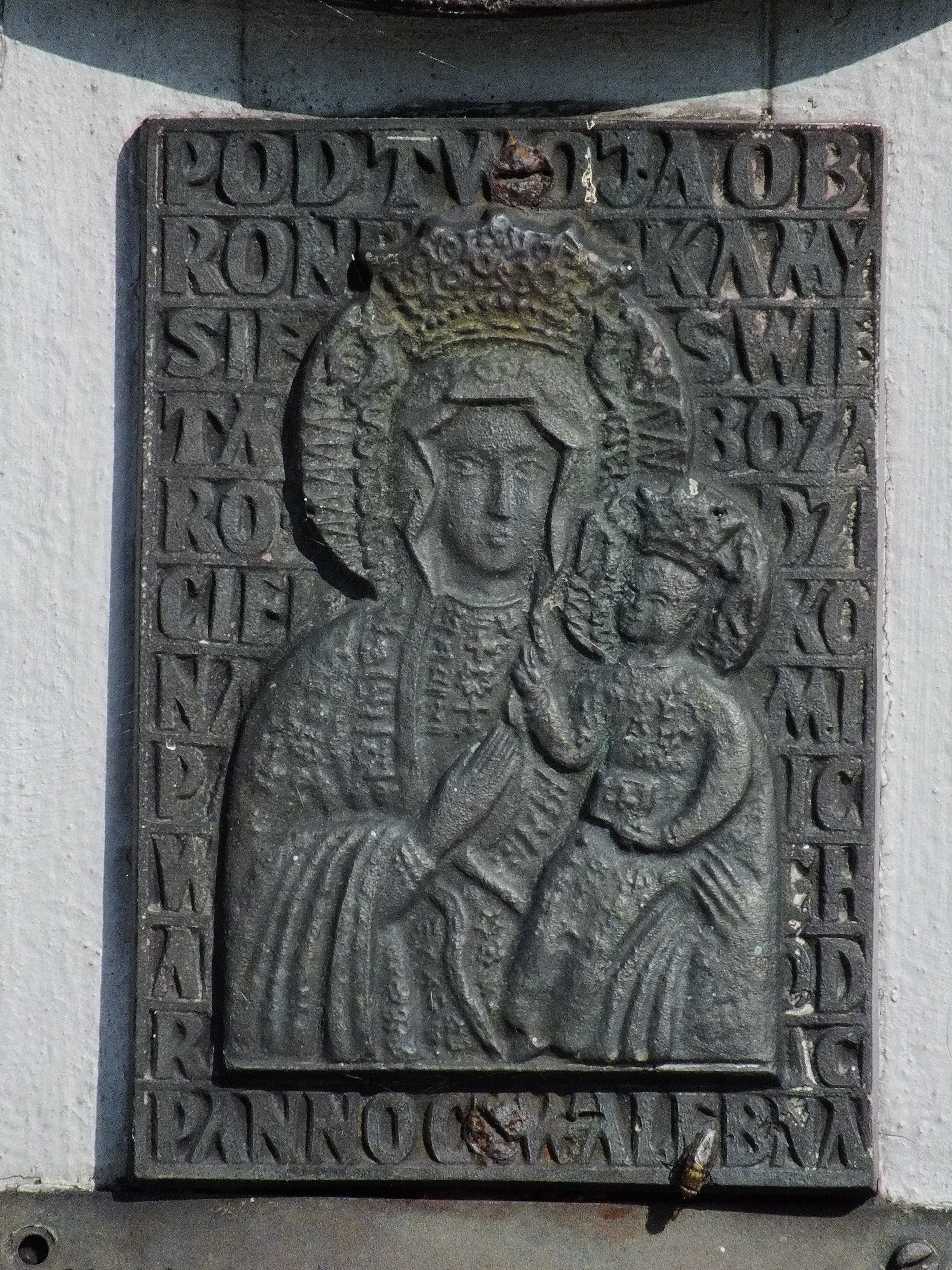

Kościół parafialny pw. MB Królowej Polski z lat 1930–1936, wpisany do rejestru zabytków nieruchomych wraz z plebanią z 1918 r. (nr rej.: A.314/1-2 z 23.08.1988).

## Koło Gospodyń Wiejskich
W Sukowie istnieje koło gospodyń wiejskich „Sukowianki znad Lubrzanki”. Koło odrodziło się po wielu latach i dzisiaj w jego składzie są młode panie z Sukowa. Jego członkinie reprezentują gminę na różnych wydarzeniach kulturalnych.